# Halsey (chanteuse)
Pour les articles homonymes, voir Halsey (homonymie) et Frangipane (homonymie).
Ashley Nicolette Frangipane, plus connue sous le nom de scène Halsey (en anglais : [ˈhɑːlzi]) (née le 29 septembre 1994 à Edison dans le New Jersey), est une auteure-compositrice-interprète, poète, entrepreneuse et actrice américaine.

## Biographie

### Jeunesse
Née dans le New Jersey en 1994, Halsey est la fille aînée de Christopher Frangipane (né le 17 mai 1972), directeur des ventes automobiles d'ascendance afro-américaine avec des origines irlandaises lointaines, et de Nicole Frangipane (née le 20 juillet 1973), technicienne d'urgence médicale d'ascendance italienne et hongroise,. Ses parents sont étudiants à l'université lorsque Nicole découvre qu'elle est enceinte de la chanteuse. Ils arrêtent temporairement leurs études pour élever leur fille, avant de retourner à l'université. Durant son enfance, Halsey déménage régulièrement car ses parents ne s'en sortaient pas financièrement et enchaînaient les petits boulots mal payés. Elle a donc été scolarisée dans six écoles différentes entre son enfance et son adolescence. Elle a deux frères cadets : Sevian Frangipane (né le 11 mai 1998) et Dante Frangipane (né le 4 mars 2005).
Durant sa jeunesse, Halsey joue du violon, de l'alto et du violoncelle avant de se concentrer sur la guitare acoustique à l'âge de quatorze ans. Elle cite Alanis Morissette, Justin Bieber et Brand New comme étant ses influences principales. Victime de harcèlement scolaire, Halsey fait une tentative de suicide à l'âge de dix-sept ans et est admise en psychiatrie pendant trois semaines. C'est alors qu'on lui diagnostique un trouble bipolaire, dont sa mère Nicole Frangipane souffre également. Elle se réfugie alors dans la musique et la drogue, persuadée que sa bipolarité faisait d'elle une "adolescente atypique".
Du haut de ses dix-sept ans, elle tombe amoureuse d'un jeune homme âgé de vingt-quatre ans, et emménage avec lui à Brooklyn rue Halsey. Elle décide donc de l'utiliser comme nom de scène, réalisant qu'Halsey est aussi l'anagramme d'Ashley, son prénom. Lorsqu'elle ressort diplômée du lycée Warren Hills Regional High School de Washington (New Jersey), Halsey envisage d'étudier les Beaux-Arts et entame même une procédure d'inscription pour intégrer la prestigieuse école de design de Rhode Island mais, ne disposant pas des moyens financiers nécessaires, elle est admise dans un collège communautaire et suit une formation de création littéraire. Ne s'y plaisant pas, Halsey décide d'arrêter ses études, puis se fait virer du domicile familial par ses parents. Elle vivra donc dans un sous-sol du Lower Manhattan avec un groupe de "fumeurs de joints dégénérés" que son petit-ami de l'époque connaissait. De temps en temps, elle restait dans des foyers pour les sans-abris à New York ou chez sa grand-mère maternelle, et envisageait de se prostituer pour subvenir à ses besoins.

### Débuts etBadlands
Halsey commence sa carrière musicale en postant des reprises sur YouTube sous son véritable nom. En 2015, elle poste un titre nommé Ghost qui fait parler et Halsey signe dès lors un contrat chez le label Astralwerks. Peu de temps après, elle sort un EP nommé Room 93. Elle effectue les premières parties de quatre tournées différentes. Entre mars et avril 2015, Halsey et les Young Rising Sons partent ensemble en tournée : The American Youth Tour.
Son premier album studio, aux influences électro pop et indie pop intitulé Badlands, sort le 28 août 2015. Il connaît un fort succès. La chanteuse se fait encore plus connaître notamment grâce au single Colors. Halsey chante cet album lors du Badlands Tour.

### DeHopeless Fountain Kingdomà About Face
Le second album studio de Halsey, Hopeless Fountain Kingdom, toujours très électro pop, sort en 2017. Il rencontre un succès similaire à Badlands. Elle réalise une tournée internationale.
En octobre 2018, Ashley sort un nouveau single, Without Me, plus hip-hop, qui est sa chanson la plus populaire à ce jour. Il s'agit du premier single de son 3e album. En janvier 2020, Halsey sort un album studio nommé Manic. Il rencontre un grand succès et permet aussi à Halsey de prouver encore plus qu'elle est capable d'explorer plusieurs styles musicaux (rock, hip-hop, pop, country, électro pop, musique acoustique à la guitare). Elle fera une tournée européenne, les dates nord-américaines programmées étant annulées ou bien reportées, en raison de l'épidémie de Covid-19.
En 2019, elle publie Nightmare, un morceau aux influences rock.
En été 2020, Ashley publie un album live de Badlands : Badlands (Live From Webster Hall), puis un peu plus tard un recueil de poèmes intitulé I Would Leave Me If I Could. Début 2021, elle sort une marque de maquillage nommée About Face.

### Collaborations
Halsey publie régulièrement des morceaux en collaboration avec d'autres chanteurs ou producteurs. En 2015, elle s'associe à Justin Bieber sur The Feeling (Purpose : The Movement). En 2016, le titre Closer en collaboration avec The Chainsmokers la fait encore plus connaître auprès du grand public amateur de pop. Fin 2017, elle collabore avec PartyNextDoor sur la chanson Damage et avec G-Eazy sur Him and I. Cette dernière lui offre encore plus de visibilité dans le monde de la musique pop et chez les amateurs de rap. En été 2018, elle sort le morceau Eastside avec Benny Blanco et Khalid, qui rencontre un bon succès. Cette même année elle chante avec Jared Leto sur la chanson Love Is Madness de l'album America du groupe Thirty Seconds to Mars. Yungblud, Travis Barker et Halsey s'associent en 2019 sur la chanson 11 Minutes, tandis que peu de temps après, la chanteuse se fait connaître auprès des fans de k-pop en chantant avec le groupe BTS sur Boy With Luv.
En 2020, elle participe à la bande originale du film Birds of Prey avec le morceau Experiment On Me, aux influences rock et metal. La même année, la chanteuse collabore avec Kelsea Ballerini sur The other girl, avec Marshmello sur le titre Be Kind et avec Juice WRLD sur Life's A Mess. Elle chante également avec Machine Gun Kelly sur la chanson rock Forget Me Too. En septembre 2022, Halsey déclare au magazine NME avoir été influencée par Kate Bush.

## Vie personnelle

### Vie sentimentale
Halsey est ouvertement bisexuelle. Avant d'être connue, elle a été en couple avec une femme. En fin d'année 2014, elle devient la petite amie du producteur de musique norvégien Lido (né le 26 octobre 1992) - avec qui elle a travaillé sur son premier album Badlands. Le couple se sépare en début d'année 2016 ; Halsey s'inspire de cette rupture pour son album Hopeless Fountain Kingdom.
En 2017, elle a une brève liaison avec le rappeur américain Machine Gun Kelly. En juillet 2017, elle entame une relation passionnelle et surmédiatisée avec le rappeur américain G-Eazy ; ils officialisent leur couple via leur collaboration sur le morceau Him & I. Ils se séparent une première fois en juillet 2018, avant de se réconcilier le mois suivant, puis de se séparer à nouveau en octobre de cette même année. En 2019, Halsey confirme que son célèbre morceau Without Me parle de leur séparation.
De novembre 2018 à septembre 2019, elle est en couple avec le chanteur de rock britannique Yungblud. En septembre 2019, Halsey officialise son couple avec l'acteur américain Evan Peters - dont elle se sépare en mars 2020.
À partir de juin 2020, elle partage la vie du scénariste turc Alev Aydin (né le 17 mars 1983). Fin janvier 2021, elle annonce sa grossesse sur les réseaux sociaux. Le 14 juillet 2021, elle donne naissance à leur fils, Ender Ridley Aydin. En avril 2023, Halsey annonce que le couple est séparé et se partage la garde de leur fils. En septembre 2023, Halsey officialise son couple avec l'acteur canadien Avan Jogia.  

### Santé
Halsey souffre de trouble bipolaire diagnostiqué à l'âge de 17 ans, et elle déclare que sa mère en souffrait également. À cet âge, elle fait une tentative de suicide, ce qui a conduit à son diagnostic et à une admission de 17 jours dans un hôpital psychiatrique. Peu de temps après sa tentative de suicide, elle a commencé à connaître du succès dans l'industrie musicale. Elle a dit que chanter et jouer l’avait aidée à gérer les symptômes qu’elle ressentait. Malgré les difficultés auxquelles elle a été confrontée à cause de ce trouble de l'humeur, elle a déclaré qu'elle acceptait d'être bipolaire, car cela la rend « vraiment empathique ». Le 11 décembre 2021, Halsey informe ses fans via Twitter qu'elle avait reçu un diagnostic de TDAH au lycée et qu'elle supposait qu'elle venait tout juste de s'en sortir ; cependant, elle reçoit désormais des médicaments à la suite de la recherche d’un traitement de santé mentale pendant la pandémie de Covid-19,.
En 2016, elle découvre qu'elle est atteinte d'endométriose, et révèle ensuite avoir subi une fausse couche en 2015. À 23 ans, la chanteuse Halsey décide de congeler ses ovocytes en raison de son endométriose. Elle raconte avoir fait une fausse couche directement sur la scène où elle avait « la sensation de regarder des centaines d'adolescents dans les yeux alors que tu saignes à travers tes vêtements et que tu dois quand même continuer le spectacle ». C'est seulement à ce moment précis qu’elle a réalisé être enceinte.
En 2022, Halsey est diagnostiquée de syndrome d'Ehlers-Danlos, de syndrome de Gougerot-Sjögren, de syndrome d'activation mastocytaire et de POTS (syndrome de tachycardie orthostatique posturale).
Le 5 juin 2024, après plus d'un an de pause de la vie publique, Halsey a révélé qu'elle avait reçu, en 2022, un diagnostic de lupus et de troubles des lymphocytes T. 

## Discographie

### Albums studio
- 2015 : Badlands
- 2017 : Hopeless Fountain Kingdom
- 2020 : Manic
- 2021 : If I Can't Have Love, I Want Power (en)
- 2024 : The Great Impersonator (en)

### EP
- 2014 : Room 93 (en)
- 2015 : Room 93: Remixes
- 2016 : Completementary Colors

### Collaborations
- 2015 : Justin Bieber feat Halsey - The Feelings
- 2016 : The Chainsmokers feat Halsey - Closer
- 2017 : G-Easy & Halsey - Him And I
- 2018 : Benny Blanco feat Halsey et Khalid - Eastside
- 2019 : BTS feat Halsey - Boy with Luv
- 2019 : Yungblud feat Halsey - 11 minutes
- 2019 : Post Malone feat Future et Halsey - Die For Me
- 2020 : Juice Wrld feat Halsey - Life's a Mess
- 2020 : Marshmello feat Halsey - Be Kind
- 2020 : Machine Gun Kelly feat Halsey - Forget Me Too
- 2022 : Calvin Harris feat Justin Timberlake, Halsey et Pharell - Stay With Me

## Tournées

### En tête d'affiche
- 2015-2016 : Badlands Tour (en)
- 2017 : Hopeless Fountain Kingdom Tour (en)
- 2020 : Manic World Tour (en)

### À plusieurs
- 2015 : Avec les Young Rising Sons (en) - The American Youth Tour

### En tant que première partie
- 2014 : The Kooks - Fall North American Tour
- 2015 : Imagine Dragons - Smoke + Mirrors Tour (en)
- 2015 : The Weeknd - The Madness Fall Tour
- 2017 : Justin Bieber - Purpose World Tour (certaines dates de la prolongation de la tournée dans les stades)

## Filmographie
- 2016 : Roadies : épisode 7 : elle-même
- 2018 : A Star Is Born : elle-même
- 2018 : Teen Titans Go! To the Movies : Wonder Woman [38]
- 2021 : Tous en scène 2 (Sing 2) de Garth Jennings: Portia Crystal (doublage, VO)
- 2022 : National Anthem
- 2024 : MaXXXine de Ti West : Tabby Martin

## Distinctions
| Année | Prix                          | Catégorie               | Bénéficiaire | Résultat |
| ----- | ----------------------------- | ----------------------- | ------------ | -------- |
| 2015  | MTV Europe Music Awards       | Artiste à la hausse     | Halsey       | Nommée   |
| 2016  | People's Choice Awards        | Artiste préférée        | Halsey       | Nommée   |
| 2016  | NME Awards                    | Meilleur nouvel artiste | Halsey       | Nommée   |
| 2016  | Billboard Women in Music (en) | Artiste à la hausse     | Halsey       | Lauréat  |